# Pirbuterol
Pirbuterol (tên thương mại Maxair) là một chất đồng vận β2 adrenoreceptor tác dụng ngắn với việc giãn phế quản sử dụng trong điều trị hen suyễn, có sẵn (như pirbuterol acetate) như là một hơi thở kích hoạt hít có định liều.
Nó được cấp bằng sáng chế vào năm 1971 và được đưa vào sử dụng y tế vào năm 1983.

## Sử dụng y tế
Pirbuterol được sử dụng trong hen suyễn để đảo ngược co thắt phế quản cấp tính, và cũng như một loại thuốc duy trì để ngăn chặn các cuộc tấn công trong tương lai. Nó nên được sử dụng ở những bệnh nhân từ 12 tuổi trở lên có hoặc không kèm theo theophylline và/hoặc hít corticosteroid.

## Dược động học
Sau khi hít liều tới 800 μ g (gấp đôi liều khuyến cáo tối đa) nồng độ pirbuterol trong máu dưới mức giới hạn của độ nhạy của xét nghiệm (2   ng / ml). Một trung bình 51% liều được thu hồi trong nước tiểu dưới dạng pirbuterol cộng với liên hợp sulfate của nó sau khi dùng bằng khí dung. Pirbuterol không được chuyển hóa bởi catechol- O -methyltransferase. Thời gian bán hủy trong huyết tương đo được sau khi uống khoảng hai giờ.